# Leonardo António
Leonardo António (Lisboa, 5 de julho de 1981) é um realizador, produtor e argumentista português, conhecido pelas longas-metragens "Submissão" (2019) e "O Frágil Som do Meu Motor" (2012).

## Filmografia
| Ano  | Titulo                    | Funções                          | Elenco | Ref.        |
| ---- | ------------------------- | -------------------------------- | --- | ----------- |
| 2020 | Submissão                 | Argumentista/Realizador/Produtor | Iolanda Laranjeiro, João Catarré, Maria João Abreu, António Fonseca, Cristina Homem de Mello, José Raposo, Marcantonio del Carlo, João Didelet, Martinho Silva, Almeno Gonçalves, Marisa Cruz, António Melo, Rita Brutt, Adriana Moniz, Alexandre Ferreira, Miguel Thiré, Tânia Alves e Rodrigo Paganelli | [ 1 ] [ 2 ] |
| 2012 | O Frágil Som do Meu Motor | Argumentista/Realizador          | Alexandra Rocha, João Villas-Boas, Gustavo Vargas, Rui Luís Brás | [ 3 ]       |
| 2014 | Agora que Sou Grande      | Argumentista/Realizador          | João Cavaleiro, São José Correia, Paula Garcia, Adriana Moniz, Luís Oliveira, Pedro J. Ribeiro, Gustavo Vargas | [ 4 ]       |

## Prémios
| Ano  | Título                    | Festival                                                            | Categoris             | Ref.        |
| ---- | ------------------------- | ------------------------------------------------------------------- | --------------------- | ----------- |
| 2020 | Submissão                 | Tallinn Black Nights Film Festival                                  | Melhor Argumento      | [ 5 ] [ 6 ] |
| 2014 | O Frágil Som do Meu Motor | Prémios Sophia                                                      | Melhor Mùsica         | [ 6 ]       |
| 2014 | O Frágil Som do Meu Motor | Caminhos do Cinema Português                                        | Melhor Caracterização | [ 6 ]       |
| 2014 | O Frágil Som do Meu Motor | FESTIBÉRICO                                                         |                       | [ 6 ]       |
| 2012 | O Frágil Som do Meu Motor | Mostra Internacional de Cinema de São Paulo                         |                       | [ 6 ]       |
| 2011 | O Frágil Som do Meu Motor | VIII Festival Internacional de Curtas Metragens e Escolas de Cinema |                       | [ 6 ]       |

## Outros trabalhos
- 2018 - Série "Big Blind" Produzido pela Academia Mundo das Artes - Edição/Música